# Xã Howard, Michigan
Xã Howard (tiếng Anh: Howard Township) là một xã thuộc quận Cass, tiểu bang Michigan, Hoa Kỳ. Năm 2010, dân số của xã này là 6.207 người.